# Bird Island (Seszele)
Bird Island (fr. Île aux Oiseaux) – wyspa na Oceanie Indyjskim, należąca do Republiki Seszeli, jedna z nielicznych wysp pochodzenia koralowego w archipelagu Wysp Wewnętrznych. Jej powierzchnia wynosi niecały kilometr kwadratowy. Wyspę odkryto w 1776 roku.
Bird Island znana jest z różnorodności żyjących na niej gatunków ptaków. Okres lęgowy trwa od maja do września – można zaobserwować liczne stada ptaków znoszących lub wysiadujących jaja w okolicach plaż.
Wyspa jest też miejscem występowania żółwi olbrzymich. Żyje tu najstarszy obecnie okaz – "Esmerelda", samiec, który osiągnął wiek 200 lat i masę 320 kg. Jego wymiary dały mu miejsce w Księdze Rekordów Guinnessa. W przeszłości w okolicach wyspy występowały także brzegowce.
Od 1967 roku Bird Island jest własnością prywatną. Wykorzystywana jest do celów turystycznych i naukowych (działa tu ośrodek turystyczny Bird Island Lodge oraz stacja meteorologiczna).
W południowo-wschodniej części wyspy zlokalizowany jest port lotniczy Bird Island (ICAO: FSSB).